# Пеллеты (лекарственная форма)
Пеллеты — покрытые оболочкой твердые частицы шарообразной формы, содержащие одно или несколько активных действующих веществ с добавлением или без добавления вспомогательных веществ, имеющие размеры от 2000 до 5000 мкм по другим источникам от 500 до 1500 мкм. Эта лекарственная форма применяется либо непосредственно перорально, либо пеллеты могут смешиваться  с другими биоактивными веществами. В отличие от других лекарственных средств пеллеты легче растворяются, действующие вещества более полно всасываются и обладают меньшим негативным эффектом на слизистые оболочки.